# Frederick Kyereh
Frederick Kyereh (Saarbrücken, 18 oktober 1993) is een Duits voetballer met Ghanese roots. Hij speelt als aanvaller voor de Luxemburgse club Jeunesse Esch.

## Carrière
Kyereh speelde in de jeugd van SV Elversberg en maakte bij deze club ook zijn profdebuut. Daarna vertrok hij naar Energie Cottbus waar hij zowel voor het eerste als het reserveteam speelde. Eind 2016 werd zijn contract niet verlengd en sloot hij zich aan bij Jeunesse Esch.
1 Sommer ·
2 Mendes ·
3 C. de Sousa ·
4 Todorović  ·
5 Meddour ·
6 Fiorani ·
7 Klica ·
8 Duriatti ·
10 Deidda ·
11 Makota ·
12 Ivesic ·
14 Menessou ·
16 Kyereh ·
17 D. de Sousa ·
18 Lapierre ·
19 Rosa ·
20 D. Soares ·
21 Arslan ·
22 C. Soares ·
23 Steinbach ·
24 Kouamé ·
25 Brito ·
26 Fox ·
Boakye ·
Coach: Tosi